# Rivolta del Madagascar

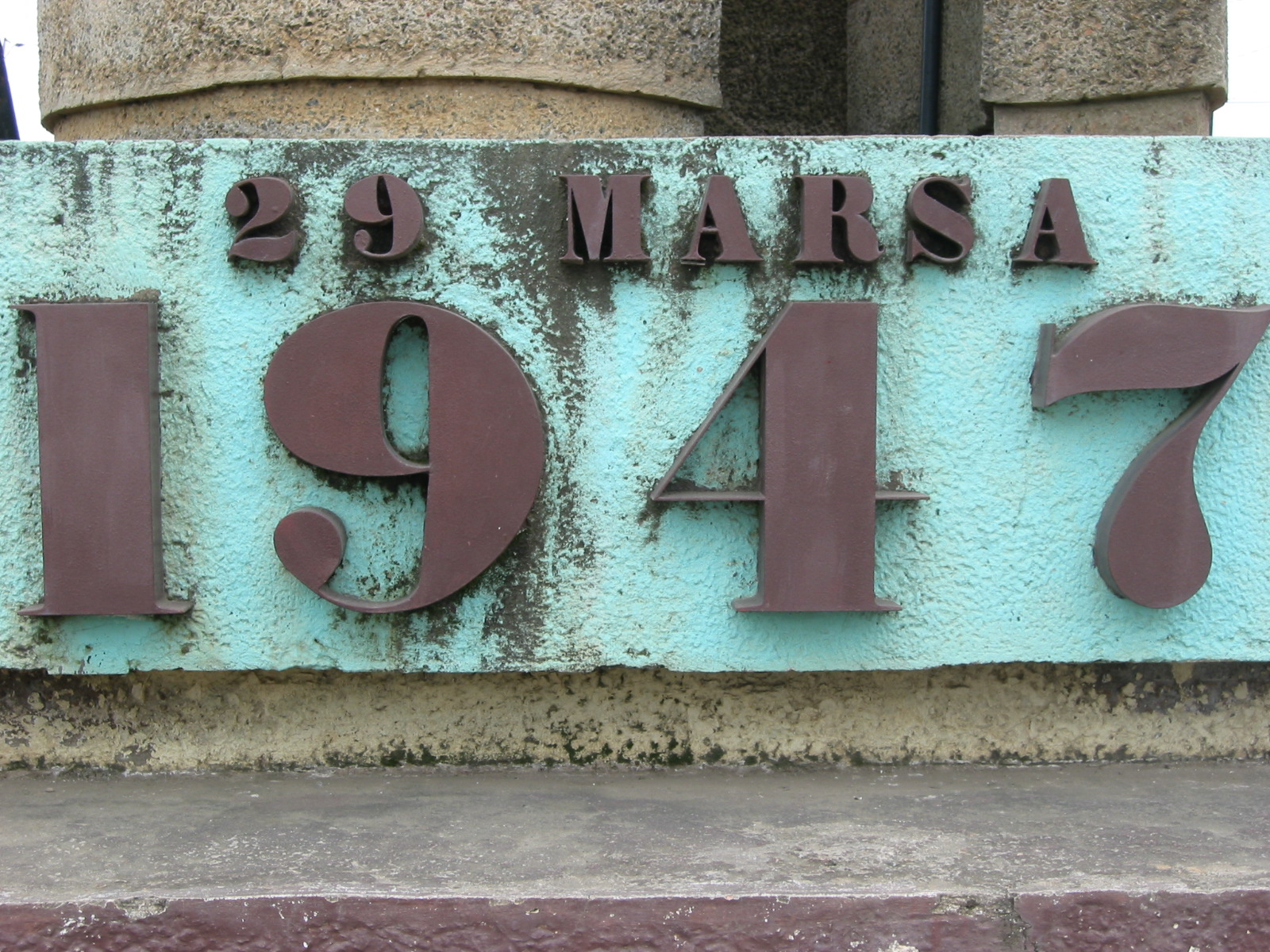
La Rivolta del Madagascar contro il regime coloniale francese, esplosa il 29 marzo 1947, è commemorata da un monumento nazionale a Moramanga.

La rivolta del Madagascar è stata una insurrezione nazionalista contro il regime coloniale francese, esplosa in Madagascar nel marzo del 1947 e protrattasi sino al dicembre del 1948.
Il sollevamento fu seguito da una terribile repressione condotta dall'esercito francese che provocò diverse migliaia di morti.
Nel 1967 il governo malgascio ha dichiarato il 29 marzo, data di inizio della rivolta, giorno di festa nazionale.

## Premesse
Nella Conferenza di Brazzaville del 1944, il generale Charles de Gaulle aveva proposto la trasformazione delle colonie in Territori francesi d'oltremare, garantendo una loro rappresentanza in seno alla Assemblea nazionale francese.
Alle elezioni legislative del novembre 1946, il Madagascar aveva eletto in seno alla Assemblée Nationale tre deputati del Mouvement démocratique de la rénovation malgache (MDRM): Joseph Raseta, Joseph Ravoahangy e Jacques Rabemananjara. Il loro movimento aveva come obiettivo politico il raggiungimento della indipendenza del Madagascar attraverso canali legali.
L'allora Primo ministro francese Paul Ramadier si oppose duramente alle proposte avanzate dal MDRM, e la Francia favorì la nascita di una formazione politica avversaria del MDRM, il Parti des déshérités de Madagascar (PADESM), un raggruppamento francofilo di ispirazione socialdemocratica, guidato da Philibert Tsiranana, favorevole ad un processo di autonomia graduale.
L'insuccesso della iniziativa del MDRM portò ad una radicalizzazione dei sentimenti nazionalisti della popolazione malgascia che si coagularono all'interno di due raggruppamenti clandestini, la Jina (Jeunesse nationaliste malgache) e il Panama (Parti national-socialiste malgache).

## L'insurrezione
La sera del 29 marzo 1947, le forze nazionaliste lanciarono un attacco simultaneo contro le basi militari e contro i possedimenti francesi, in diverse località della costa orientale tra Moramanga e Manakara, dando il via alla sollevazione.
In pochi giorni la rivolta si estese verso sud ai territori Antemoro, Tanala e Betsimisaraka, per raggiungere nelle settimane successive la regione degli altopiani centrali, coinvolgendo anche i Merina e i Betsileo. L'esercito francese, in condizioni di netta inferiorità numerica, riuscì solo a mantenere il controllo delle principali città costiere e delle vie di comunicazione tra la regione degli altopiani centrali e la costa.

## La repressione
L'MDRM fu accusato di aver fomentato i disordini. Le autorità coloniali nell'aprile del 1947 ne decretarono lo scioglimento, ponendo agli arresti i suoi dirigenti, compresi i tre deputati eletti in seno alla Assemblea nazionale, nonostante godessero della immunità parlamentare. Raseta, Ravoahangy e Rabemananjara vengono condannati al carcere a vita, e rimarranno in prigione in Francia sino all'amnistia del 1956.
L'esercito francese, dopo la sorpresa iniziale, a partire dal maggio del 1947 potenziò la sua presenza sull'isola trasferendovi nei mesi successivi oltre 30.000 soldati. La maggioranza dei leader nazionalisti furono uccisi o catturati, nel corso di sanguinosi combattimenti che coinvolsero anche la popolazione civile e che fecero registrare esecuzioni di massa, torture, incendi di interi villaggi. La rivolta fu definitivamente domata solo nel dicembre del 1948.
Il numero esatto delle vittime è tuttora oggetto di controversie tra gli storici. Le cifre ufficiali delle autorità militari dell'epoca tracciavano un bilancio di circa 11.000 morti ma stando alle successive valutazioni il numero delle vittime oscilla tra 30-40.000 e circa 100.000.
Il governo francese ha a lungo mantenuto segrete le cifre relative alle vittime della rivolta e solo nel 2005, durante una visita ufficiale in Madagascar, il presidente francese Jacques Chirac ha pubblicamente ammesso le responsabilità della Francia definendo il comportamento delle autorità coloniali francesi "inaccettabile".